# D15 (hunebed)
Hunebed D15 ligt ten noorden van het dorpje Loon in de Nederlandse provincie Drenthe. Het middelgrote hunebed D15 ligt op de Looner es tussen Loon en Taarlo en is goed via de weg te bereiken.
Het is het enige hunebed in Nederland dat zichtbaar is vanuit de trein (op de lijn Assen-Groningen).

## Bouw
Het hunebed wordt toegeschreven aan de trechterbekercultuur.
Het bijzondere van dit hunebed is dat het relatief compleet bewaard is gebleven: Er zijn nog 18 van de 23 kransstenen over. Daarnaast zijn alle tien draag- en sluitstenen nog aanwezig en is de poort compleet met vier draagstenen en een deksteen. Vier van de vijf dekstenen liggen nog op het hunebed.
Het hunebed is 9,6 meter lang en 3,6 meter breed.

## Geschiedenis
Het reusen-bed by 't Clooster te Assen wordt al vermeld in 1654 door A. van Slichtenhorst.
In 1809 werd het hunebed onderzocht door J. Hofdstede en in 1870 werd de dekheuvel onder toeziend oog van commissaris van de koning Gregory verwijderd. Men was in de veronderstelling dat de dekheuvel niks met het oorspronkelijke bouwwerk te maken had.
Het hunebed is in 1918 onderzocht door de archeoloog Albert van Giffen.
Ook in 1952, 1956 en 1993 werden restauraties uitgevoerd. In 1973 werden illegaal twee klokbekers en een stuk koper of brons (van 3,5 bij 4,5 cm) gevonden, deze zijn overgedragen aan het Drents Museum.
De stichting Het Drentse Landschap, die 21 hunebedden beheert, maakt zich ernstig zorgen over de geconstateerde vernielingen bij hunebedden. In het jaarverslag 2004 wordt melding gemaakt, dat bij dit hunebed regelmatig een vuurtje wordt gestookt.

### Society of Antiquaries[5]
In Engeland ontstond in de jaren zeventig van de 19e eeuw bezorgdheid over de wijze waarop in Nederland hunebedden werden gerestaureerd. In die kringen was men vooral bezorgd dat met de restauraties het oorspronkelijk beeld van de situatie verloren zou gaan. De directeur van de Society of Antiquaries in Londen verzocht de oudheidkundigen William Collings Lukis en sir Henry Dryden om de staat waarin de hunebedden zich op dat moment bevonden nauwkeurig vast te leggen. Zij bezochten in juli 1878 Drenthe en brachten veertig hunebedden op de Hondsrug in kaart. Ze hebben opmetingen verricht en beschreven de aangetroffen situatie, die zij tevens vastlegden in een serie aquarellen. Hun rapportage aan de Society of Antiquaries verscheen echter niet in druk. Hun materiaal werd bewaard bij de Society of Antiquaries, het Guernsey Museum & Art Gallery en het Drents Museum. Het Ashmolean Museum in Oxford bezit kopieën van hun werk. In 2015 publiceerde de Drentse archeoloog dr. Wijnand van der Sanden alsnog hun werk. Hij voorzag hun materiaal van een uitgebreide inleiding. Ook schetste hij de ontwikkelingen met betrekking tot het archeologisch onderzoek van de hunebedden na hun onderzoek tot 2015. Hij gaf als oordeel dat het werk van Lukis en Dryden van hoge kwaliteit was. In het Drents Museum was in 2015 een tentoonstelling over het werk.
Hunebed D15 is weergegeven op Plan X: Er lagen nog vier dekstenen op hun plek. Fragmenten van een vijfde deksteen lagen bij de ingang van de kamer. Er waren twaalf draagstenen. Er stond een poortsteen overeind aan de zuidzijde. Er lagen kransstenen in een ovale vorm rond het hunebed. De dekheuvel was recent verlaagd. Er werden een groot aantal scherven van potten gevonden in en rond het hunebed. Ook vond Lukis een vuursteenboor (mogelijk uit het mesolithicum). De vondsten schonk hij aan het Drents Museum. Volgens Lukis bevond zich in dit museum ook een kommetje met een knop en een fles van klei, waarvan verondersteld werd dat het afkomstig was uit dit hunebed.

### Vondsten
In de negentiende eeuw zijn hier standvoetbekers en klokbekers aangetroffen. In de buurt van het hunebed werd een kraaghalsflesje gevonden.
Bij dit hunebed is een aardewerken bootje gevonden, dat dateert uit de vijfde of zesde eeuw na Chr. De functie van het bootje is niet zeker. Het zou een vorm van speelgoed geweest kunnen zijn, maar het kan ook gediend hebben als offerande. Het bootje is te zien in het Rijksmuseum van Oudheden in Leiden.
Een groot stuk brons en een beker uit de klokbekercultuur (tweede millennium v.Chr.), die in 1974 bij de ingang werden opgegraven, zijn opgenomen in de collectie van het Drents Museum.

## Afbeelding
- De schilder Taco Mesdag heeft een schilderij van dit hunebed vervaardigd[12]. Het origineel bevindt zich in het Groninger Museum.

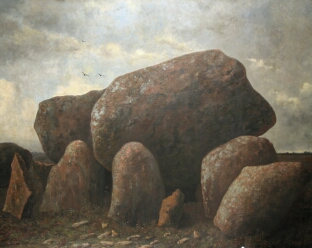
Hunebed bij Taarlo door Taco Mesdag (19e eeuw)
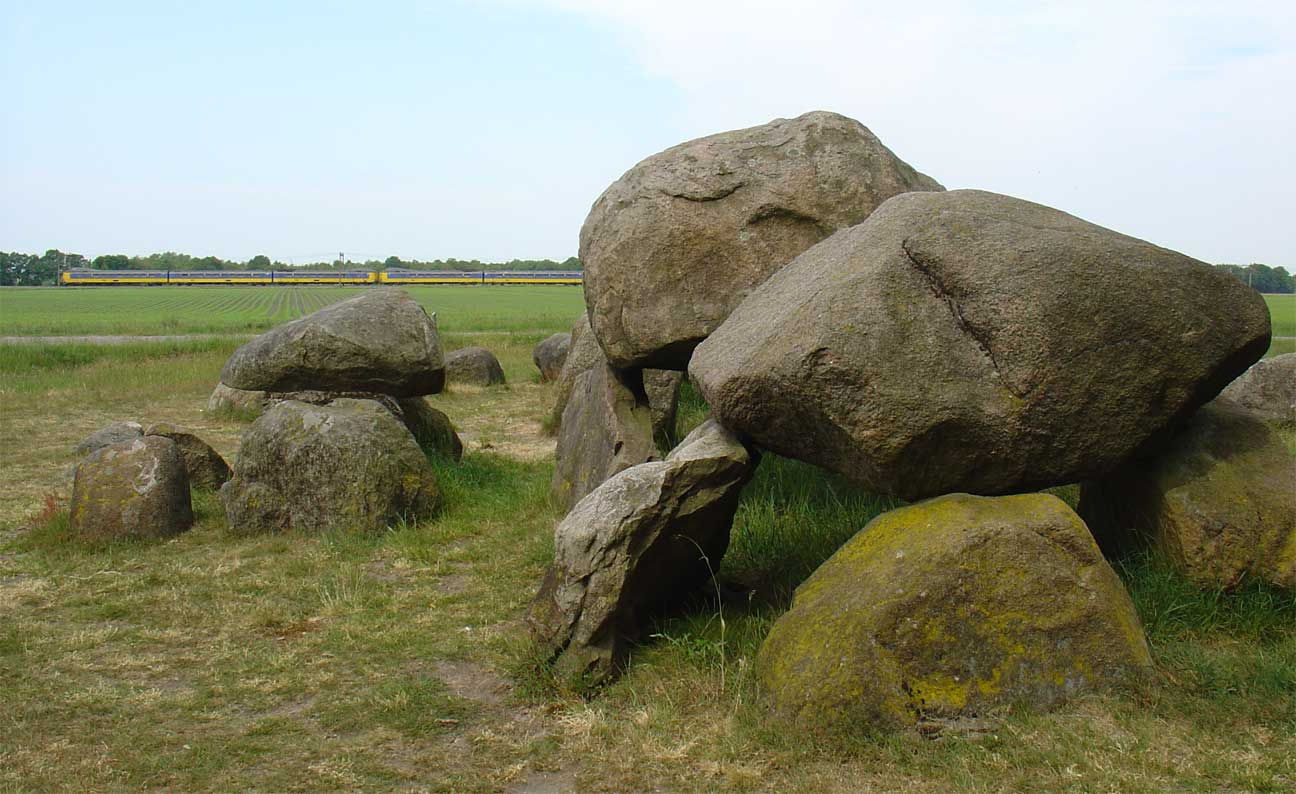
Het hunebed bij Loon anno 2009
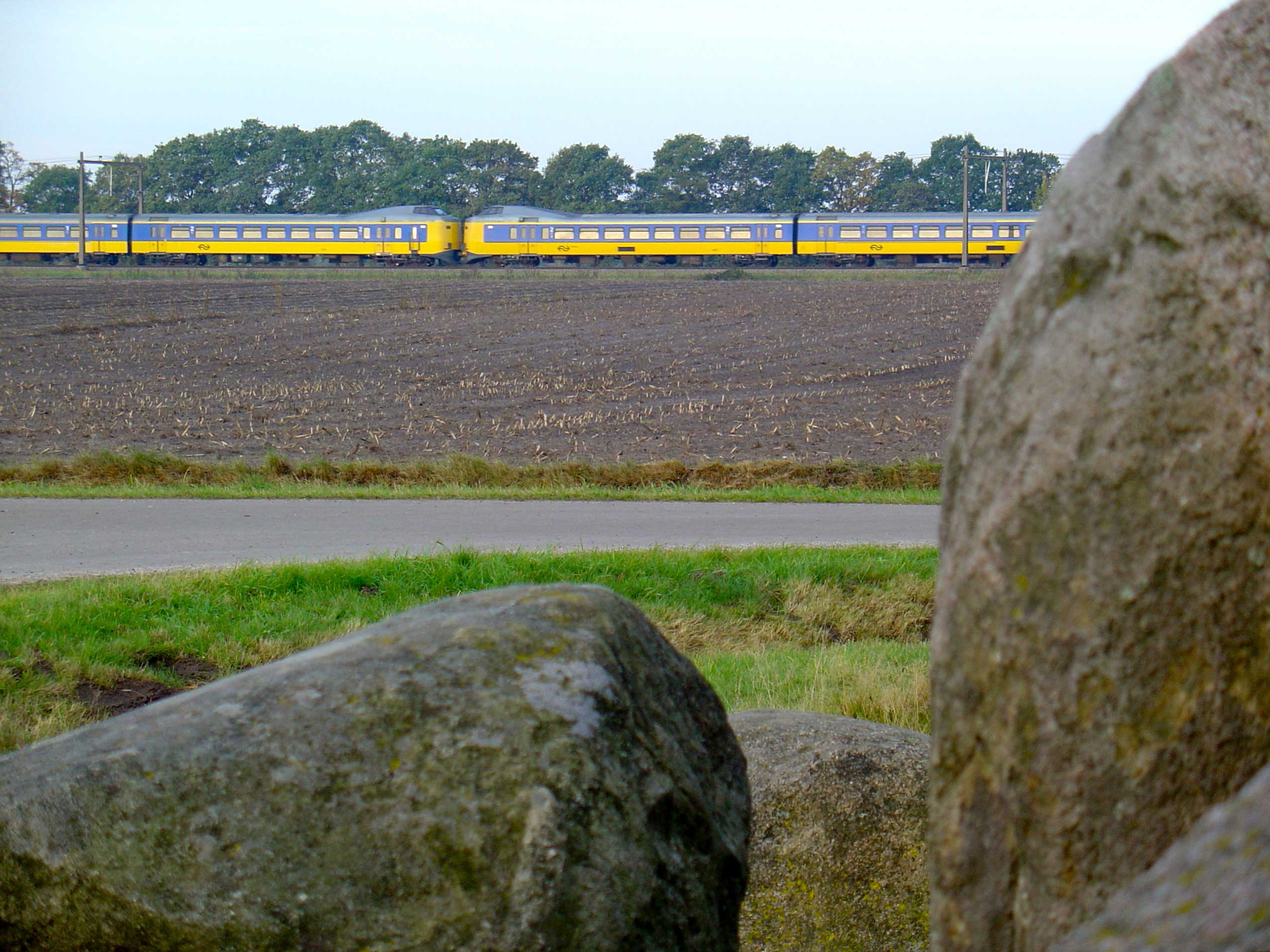
Het hunebed met op de achtergrond de intercity uit Groningen